# Tweede Kamerverkiezingen in het kiesdistrict Franeker (1848-1850)
Tweede Kamerverkiezingen in het kiesdistrict Franeker (1848-1850) geeft een overzicht van verkiezingen voor de Nederlandse Tweede Kamer in het kiesdistrict Franeker in de periode 1848-1850.
Het kiesdistrict Franeker werd ingesteld na de grondwetsherziening van 1848.  Tot het kiesdistrict behoorden de volgende gemeenten: Baarderadeel, Barradeel, het Bildt, Bolsward, Franeker, Franekeradeel, Harlingen en Wonseradeel.
Het kiesdistrict Franeker verkoos één lid van de Tweede Kamer.
Legenda
- cursief: in de eerste verkiezingsronde geëindigd op de eerste of tweede plaats, en geplaatst voor de tweede ronde;
- vet: gekozen als lid van de Tweede Kamer.

## 30 november 1848
De verkiezingen werden gehouden na ontbinding van de Tweede Kamer, na inwerkingtreding van de herziene grondwet.
|                         | 30 november |
| ----------------------- | ----------- |
| Kiesgerechtigden        | 1.158       |
| Opkomst                 | 845         |
| Geldige stemmen         | 841         |
| Blanco stemmen          | 3           |
| Kandidaten              |             |
| B. Albarda              | 555         |
| U.A. Everts             | 166         |
| G. Groen van Prinsterer | 50          |
| J. Dirks                | 16          |

## 19 december 1848
Binse Albarda was bij de verkiezingen van 30 november 1848 gekozen in drie kiesdistricten, Dokkum, Franeker en Leeuwarden. Hij opteerde voor Leeuwarden, als gevolg waarvan in Franeker een naverkiezing gehouden werd.  
|                         | 19 december | 29 december |
| ----------------------- | ----------- | ----------- |
| Kiesgerechtigden        | 1.158       | 1.158       |
| Opkomst                 | 725         | 696         |
| Geldige stemmen         | 719         | 690         |
| Blanco stemmen          | 3           | 3           |
| Kandidaten              |             |             |
| J. Dirks                | 329         | 393         |
| A.F. Jongstra           | 206         | 297         |
| G. Groen van Prinsterer | 129         |             |
| U.A. Everts             | 29          |             |

## Opheffing
In 1850 werd het kiesdistrict Franeker opgeheven. De gemeente Baarderadeel werd toegevoegd aan het kiesdistrict Sneek, de overige gemeenten aan het kiesdistrict Leeuwarden.